# Mark Pinger
Mark Pinger, né le 26 juin 1970 à Kenzingen, est un nageur allemand.

## Palmarès

### Jeux olympiques
- Barcelone 1992
  -  Médaille de bronze en 4 × 100 m nage libre.
- Atlanta 1996
  -  Médaille de bronze en 4 × 100 m nage libre[1].

### Championnats d'Europe en petit bassin
- Championnats d'Europe de sprint de natation 1992 à Espoo
  -  Médaille d'argent en 50 m nage libre.